# 中国民主促进会福建省委员会
中国民主促进会福建省委员会，简称民进福建省委、福建民进，是中国民主促进会在福建省的地方组织。

## 历史沿革
1981年10月，中国民主促进会中央委员会秘书长葛志成同当时在北京中共中央统战部参加会议的中共福建省委统战部有关人员就在福建筹建中国民主促进会组织一事进行商谈。1982年5月20日，民进中央直属福建支部在福州成立，贾祖璋担任支部主任。1984年3月24日，中国民主促进会福建省筹备委员会成立，贾祖璋担任主任委员。1985年7月31日至8月3日，中国民主促进会福建省第一次会员大会在福州召开，选举产生民进福建省第一届委员会。

## 组织结构
机关处室
- 办公室（内设社会服务处）
- 组织处
- 宣传处
- 调研处

专门委员会
- 高等教育委员会
- 基础教育委员会
- 文体艺术委员会
- 社会法制委员会
- 经济委员会
- 科技医卫委员会
- 人口资源环境委员会
- 社会服务与联络委员会
- 妇女儿童委员会

## 历任领导

### 第一届
- 任期：1985年8月－1989年5月
- 主任委员：贾祖璋
- 副主任委员：程力夫、曾克同、杨碧柳（1988年8月9日增选）
- 秘书长：程力夫

### 第二届
- 任期：1989年5月－1992年8月
- 主任委员：程力夫
- 副主任委员：杨碧柳、林逸、李必成、郑颐寿
- 秘书长：杨碧柳

### 第三届
- 任期：1992年8月－1997年3月
- 名誉主任委员：程力夫
- 主任委员：林逸
- 副主任委员：杨碧柳、李必成、郑颐寿
- 秘书长：郑颐寿

### 第四届
- 任期：1997年3月－
- 名誉主任委员：程力夫
- 主任委员：林逸
- 名誉副主任委员：杨碧柳
- 副主任委员：李必成、郑颐寿、林仁川、金铁平、张帆、杜民
- 秘书长：金铁平

### 第五届
- 任期：
- 主任委员：
- 副主任委员：
- 秘书长：

### 第六届
- 任期：
- 主任委员：
- 副主任委员：
- 秘书长：

### 第七届
- 任期：2012年7月－2017年6月
- 主任委员：张帆
- 副主任委员：魏刚、郑家建、严可仕、何强、林思宁、翁国星、张兰
- 秘书长：林思宁

### 第八届
- 任期：2017年6月－2022年6月
- 主任委员：严可仕
- 副主任委员：郑家建、翁国星、张兰、刘健、林全金、吴丽冰、马建荣、温青
- 秘书长：林龙金

### 第九届
- 任期：2022年6月－
- 主任委员：严可仕[3]
- 副主任委员：郑家建、刘健、林全金、吴丽冰、马建荣、温青、顾颀
- 秘书长：